# Japanamax

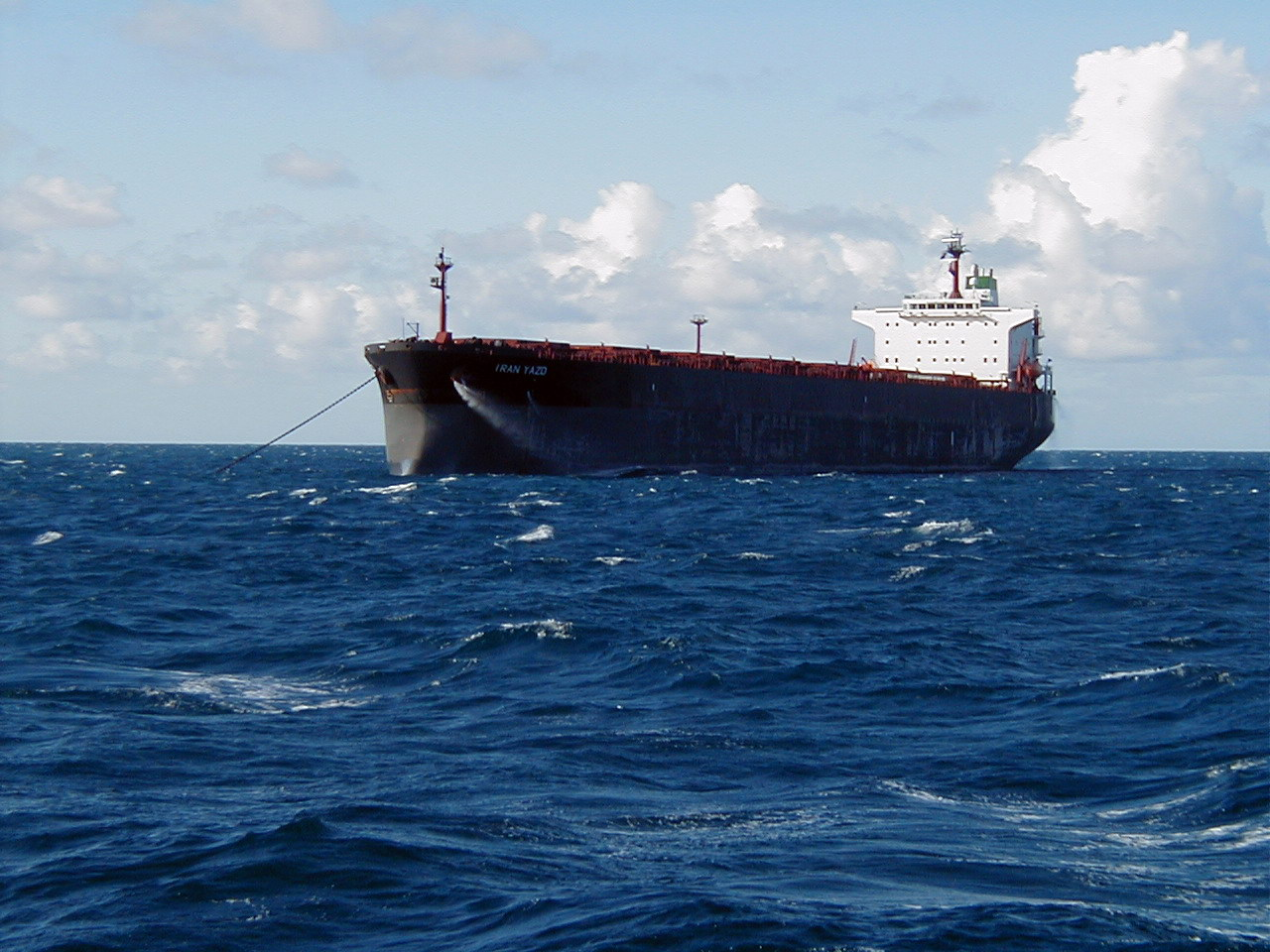
225-метровий балкер Panamax звичайної конструкції.

Japanamax (укр. Япанамакс) — це специфікація розмірів для кораблів. Це стосується типу балкера, який був розроблений японською верф'ю Ōshima Zōsensho (大島造船所) для того, щоб дістатися до всіх відповідних японських портів із завантаженням зерна з більшою вантажопідйомністю. Кораблі цього типу мають довжину 225 метрів і вантажопідйомність 82 000 тонн замість 77 000 тонн, як зазвичай для цього розміру судна. Таким чином, судно Japanamax є підвидом категорії Panamax з точки зору розмірів.